# George Edmund Badger

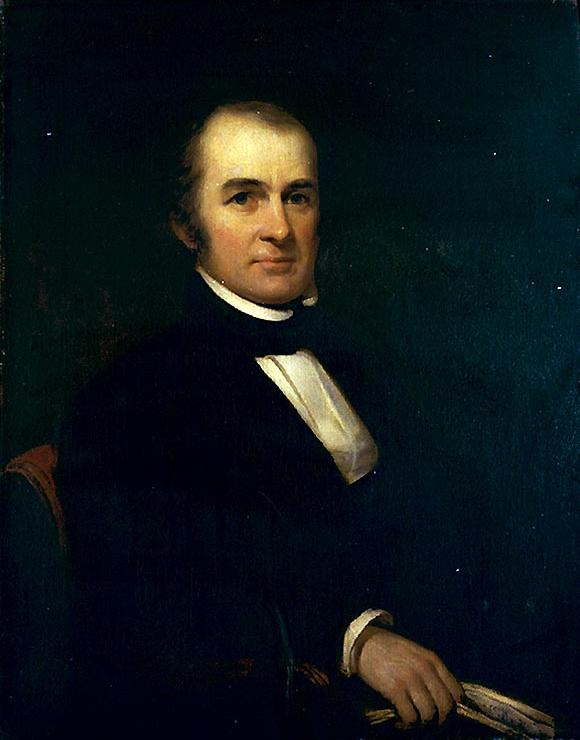
George Edmund Badger

George Edmund Badger (* 17. April 1795 in New Bern, North Carolina; † 11. Mai 1866 in Raleigh, North Carolina) war ein US-amerikanischer Jurist und Politiker (Whig Party). 1841 gehörte er für einige Monate als Marineminister verschiedenen Kabinetten an.

## Leben
Badger wuchs in New Bern in einer Sklavenhalterfamilie auf. Er brach sein Studium an der Yale University wegen Geldmangel ab, studierte dann die Rechte und wurde 1814 in die Anwaltskammer aufgenommen. In der Folge arbeitete er als Jurist in seiner Heimatstadt New Bern.
Sein erstes öffentliches Amt übernahm Badger 1816 als Abgeordneter im Repräsentantenhaus von North Carolina. Von 1820 bis 1825 war er Richter am Obersten Gerichtshof des Bundesstaates. Zu dieser Zeit war er noch Anhänger von Andrew Jackson, mit dem er sich aber in den 1830er-Jahren überwarf; daraufhin stieg er in die Führungsspitze der Whig Party auf und verhalf dieser zum Erfolg bei der Präsidentschaftswahl 1840. Zu diesem Zeitpunkt besaß er 18 Sklaven, außerdem lebte in seinem Haushalt eine freie schwarze Frau.
Wahlsieger William Henry Harrison berief ihn als Secretary of the Navy in sein Kabinett. Als Harrison einen Monat nach seinem Amtsantritt am 4. April 1841 starb, verblieb Badger auch unter dessen Nachfolger John Tyler in der Regierung, trat dann jedoch schon am 11. September 1841 zurück, um wieder als Anwalt zu arbeiten. In seiner kurzen Amtszeit bemühte er sich um eine Stärkung der Marine angesichts der anhaltenden Spannungen mit Großbritannien und den Aufbau der Home Squadron.
1846 kehrte George Edmund Badger in die Politik zurück, als er für die Whigs in den US-Senat gewählt wurde, wo er die Nachfolge des zurückgetretenen William H. Haywood antrat. 1849 wurde er wiedergewählt, 1854 jedoch nicht nominiert. Seine gesamte Amtszeit dauerte vom 25. November 1846 bis zum 3. März 1855.
US-Präsident Millard Fillmore berief Badger 1853 zum Richter am Obersten Gerichtshof der USA, doch verweigerte der Senat seine Zustimmung; an seiner Stelle rückte John Archibald Campbell nach. Badger kehrte nach North Carolina zurück, wo er wieder als Anwalt arbeitete. In der Anfangsphase der Sezession der Südstaaten stand er zunächst loyal zur Union, später unterstützte er als Sklavenhalter die Kriegsanstrengungen der Konföderierten. Badger besaß im Jahr 1860 29 Sklaven und hatte ein Vermögen von $145.000, was ihn zu einem der reichsten Männer in North Carolina machte.

## Reden
- Badger, George Edmund. “Speech of Mr. Badger, of North Carolina, on the Territorial Question, and Against Secession, Disunion, and Forcible Resistance on Account of the Wilmot Proviso – and for the Union and the Constitution, and for Constitutional Remedies in the Union,” in the Senate of the United States, August 2, 1850.
- Badger, George Edmund. “Speech of the Honorable George Edmund Badger, of North Carolina, on the Nebraska Bill,” in the United States Senate, February 16, 1854.
- Badger, George Edmund. “Speech of the Mr. Badger of North Carolina, on the Slavery Question,” in the Senate, March 18 and 19, 1850

## Ehrungen
In Erinnerung an den 1866 verstorbenen ehemaligen Marineminister wurden zwei Navy-Schiffe nach ihm benannt: die George E. Badger (DD-196) und die Badger (FF-1071). Auch der Liberty-Frachter George E. Badger trug seinen Namen.